# Pjesma Eurovizije 1971.
Eurovizija 1971. je bila 16. Eurovizija održana u Dublinu, Irska. Novi sustav glasovanja uvedenu u ovoj Euroviziji je imao mnoge poteškoće. Problemi su se stvarali i zbog sukoba Irske i Ujedinjenog Kraljevstva u Sjevernoj Irskoj.
Pobijedio je Monako, ali nije organizirao iduću Euroviziju.

## Rezultati
| Broj | Zemlja                 | Jezik          | Pjevač                        | Pjesma                           | Pozicija | Bodovi |
| ---- | ---------------------- | -------------- | ----------------------------- | -------------------------------- | -------- | ------ |
| 01   | Austrija               | bečki njemački | Marianne Mendt                | "Musik"                          | 16.      | 66     |
| 02   | Malta                  | malteški       | Joe Grech                     | "Marija L-Maltija"               | 18.      | 52     |
| 03   | Monako                 | francuski      | Severine                      | "Un banc, un arbre, une rue"     | 1.       | 128    |
| 04   | Švicarska              | francuski      | Peter, Sue and Marc           | "Les illusions de nos vingt ans" | 12.      | 78     |
| 05   | Njemačka               | njemački       | Katja Ebstein                 | "Diese Welt"                     | 3.       | 100    |
| 06   | Španjolska             | španjolski     | Karina                        | "En un mundo nuevo"              | 2.       | 116    |
| 07   | Francuska              | francuski      | Serge Lama                    | "Un jardin sur la terre"         | 10.      | 82     |
| 08   | Luksemburg             | francuski      | Monique Melsen                | "Pomme, pomme, pomme"            | 13.      | 70     |
| 09   | Ujedinjeno Kraljevstvo | engleski       | Clodagh Rodgers               | "Jack In The Box"                | 4.       | 98     |
| 10   | Belgija                | nizozemski     | Lily Castel & Jacques Raymond | "Goeiemorgen, morgen"            | 14.      | 68     |
| 11   | Italija                | talijanski     | Massimo Ranieri               | "L'amore è un attimo"            | 5.       | 91     |
| 12   | Švedska                | švedski        | Family Four                   | "Vita vidder"                    | 6.       | 85     |
| 13   | Irska                  | engleski       | Angela Farrell                | "One Day Love"                   | 11.      | 79     |
| 14   | Nizozemska             | nizozemski     | Saskia and Serge              | "Tijd"                           | 6.       | 85     |
| 15   | Portugal               | portugalski    | Tonicha                       | "Menina do alto da serra"        | 9.       | 83     |
| 16   | Jugoslavija            | hrvatski       | Krunoslav "Kićo" Slabinac     | "Tvoj dječak je tužan"           | 14.      | 68     |
| 17   | Finska                 | finski         | Markku Aro & Koivistolaiset   | "Tie uuteen päivään"             | 8.       | 84     |
| 18   | Norveška               | norveški       | Hanne Krogh                   | "Lykken er"                      | 17.      | 65     |

| Pjesma Eurovizije | Pjesma Eurovizije |
| --- | ----------------- |
| |                   |
| 01956. • 1957. • 1958. • 1959. • 1960. 1961. • 1962. • 1963. • 1964. • 1965. • 1966. • 1967. • 1968. • 1969. • 1970. 1971. • 1972. • 1973. • 1974. • 1975. • 1976. • 1977. • 1978. • 1979. • 1980. 1981. • 1982. • 1983. • 1984. • 1985. • 1986. • 1987. • 1988. • 1989. • 1990. 1991. • 1992. • 1993. • 1994. • 1995. • 1996. • 1997. • 1998. • 1999. • 2000. 2001. • 2002. • 2003. • 2004. • 2005. • 2006. • 2007. • 2008. • 2009. • 2010. 2011. • 2012. • 2013. • 2014. • 2015. • 2016. • 2017. • 2018. • 2019. • 2020. 2021. • 2022. • 2023. • 2024. • 2025. |                   |

| Pjesma Eurovizije | Pjesma Eurovizije |
| --- | ----------------- |
| |                   |
| 01956. • 1957. • 1958. • 1959. • 1960. 1961. • 1962. • 1963. • 1964. • 1965. • 1966. • 1967. • 1968. • 1969. • 1970. 1971. • 1972. • 1973. • 1974. • 1975. • 1976. • 1977. • 1978. • 1979. • 1980. 1981. • 1982. • 1983. • 1984. • 1985. • 1986. • 1987. • 1988. • 1989. • 1990. 1991. • 1992. • 1993. • 1994. • 1995. • 1996. • 1997. • 1998. • 1999. • 2000. 2001. • 2002. • 2003. • 2004. • 2005. • 2006. • 2007. • 2008. • 2009. • 2010. 2011. • 2012. • 2013. • 2014. • 2015. • 2016. • 2017. • 2018. • 2019. • 2020. 2021. • 2022. • 2023. • 2024. • 2025. |                   |